# 시스터즈 (2015년 영화)
《시스터즈》(영어: Sisters)는 미국에서 제작된 제이슨 무어 감독의 2015년 코미디 영화이다. 《베이비 마마》(2008)를 잇는 티나 페이와 에이미 폴러의 두 번째 협업작이다. 그 외에 마이아 루돌프, 아이크 배린홀츠, 제임스 브롤린, 존 레귀자모, 존 시나, 보비 모이니핸, 다이앤 위스트 등이 출연하였다.
미국에서 유니버설 픽처스에 의해 2015년 12월 18일 개봉되었다.

## 줄거리
불성실한 스타일리스트 케이트와 최근 이혼한 상냥한 간호사 동생 모라는 올랜도 집을 팔게 된 부모님 명령으로 어릴 적 쓰던 방을 청소하게 된다. 하지만 케이트는 모라를 꼬셔 앙숙이었던 브린다를 제외한 고등학교 동창들을 불러모아 하우스 파티를 열어버린다.

## 출연진
- 티나 페이 - 캐서린 앤 “케이트” 엘리스 역
- 에이미 폴러 - 모라 엘리스 역
- 마이아 루돌프 - 브린다 역
- 아이크 배린홀츠 - 제임스 역
- 다이앤 위스트 - 디나 엘리스 역
- 제임스 브롤린 - 버키 엘리스 역
- 매디슨 대븐포트 - 헤일리 엘리스 역
- 존 레귀자모 - 데이브 블래크먼 역
- 존 시나 - 마약상 퍼주주 역
- 보비 모이니핸 - 앨릭스 역
- 그레타 리 - 해원 / 비키 역
- 레이철 드래치 - 켈리 역
- 산티노 폰태나, 브릿 라우어 - 기언트 부부 역
- 서맨사 비 - 리즈 역
- 맷 오버그 - 롭 역
- 케이트 매키넌 - 샘 역
- 존 글레이저 - 댄 역
- 러네이 엘리스 골즈베리 - 킴 역
- 크리스 파넬 - 필 역
- 폴라 펠 - 데이나 역
- 댄 버드 - 패트릭 캠벨 역
- 에이드리언 마티네즈 - 해리스 경관 역
- 브라이언 다시 제임스 - 제리 역
- 헤더 매터래조 - 데니 역
- 앤 하라다 - 진 역

## 기타 제작진
- 미술: 리처드 후버